# 邢台博物馆
邢台博物馆，位于河北省邢台市开元北路和红星街交叉口东北角，开元寺马路对面。2014年12月，邢台博物馆开工建设，2020年12月30日建成开放，并更名为邢台博物馆。现为河北省布展面积最大的博物馆。2021年1月7日，因新冠肺炎疫情防控要求而闭馆。2023年5月5日恢复对外开放。